# Автобиографията на мис Джейн Питмън
„Автобиографията на мис Джейн Питмън“ (на английски: The Autobiography of Miss Jane Pittman) е американски телевизионен игрален филм от 1974 г. на режисьора Джон Корти, с участието на Сисъли Тайсън. Лентата е екранизация по едноименния роман на Ърнес Джей. Гейнс.
Историята е предадена през очите на главния персонаж Джейн Питмън – бивша чернокожа робиня. Филмът показва разтърсващата история на афроамериканците, описана с много драматични сцени.
Особено добра е актьорската игра на Сисъли Тайсън.